# Heinz Christian Pander

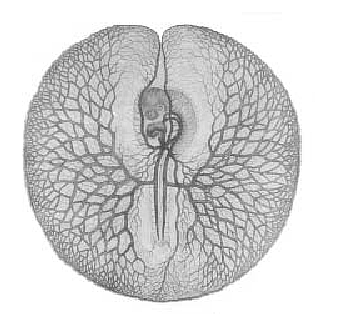
Embrión de pollo mostrando los primeros síntomas de circulación sanguínea. Dibujado por D'Alton para ilustrar la obra de Pander Beiträge zur Entwicklungsgeschichte des Hühnchens im Eye, Brönner, Würzburg (1817).

 Heinz Christian Pander (Riga, 24 de julio de 1794-1865) fue un biólogo ruso de formación alemana. Junto con Karl Ernst von Baer y Rathke es considerado uno de los fundadores de la embriología moderna. Pasó a la historia como el descubridor de las tres capas germinales que se forman durante la embriogénesis. 

## Obra
Pander recibió su doctorado en zoología por la University of Wurzburg en 1817. Comenzó sus investigaciones de embriología utilizando huevos de gallina, lo que le permitió describir el ectodermo, mesodermo y endodermo. 
Las investigaciones de Pander sobre el desarrollo de los pájaros (Pander, 1817a; 1817b) fueron fundamentales para el triunfo del epigenetismo sobre el preformacionismo. Pander fue el primero en formular la teoría de las capas germinales, introduciendo el propio término "capa germinal" (Keimblatt), así como el de "blastodermo" (Keimhaut).
Por otro lado, Pander describió numerosas formaciones geológicas de la era primaria e identificó varios grupos fósiles.
Ambas líneas de investigación eran para Pander manifestaciones de un mismo fenómeno: la metamorfosis de los seres orgánicos, manifestada tanto en el desarrollo individual como en la transformación de las especies. Fue, por tanto, el primer naturalista en establecer un pararelismo entre el desarrollo ontogenético, la filogenia y el registro paleontológico.

## Legado
Aunque no del todo comprendida en su época, la obra embriológica de Pander fue en general muy bien recibida, considerándose la más importante desde la de Christian Wolff.
Su Vergleichende Osteologie fue también bien recibida -Goethe la comenta laudatoriamente en su Morfología (1822)- y fue muy conocida a lo largo del todo el siglo XIX.
- La abreviatura «Pander» se emplea para indicar a Heinz Christian Pander como autoridad en la descripción y clasificación científica de los vegetales.[2]